# Joppatowne (Maryland)
Joppatowne é uma Região censo-designada localizada no estado americano de Maryland.

## Demografia
Segundo o censo americano de 2000, a sua população era de 11.391 habitantes.

## Geografia
De acordo com o United States Census Bureau tem uma área de
19,1 km², dos quais 17,8 km² cobertos por terra e 1,3 km² cobertos por água.

## Localidades na vizinhança
O diagrama seguinte representa as localidades num raio de 12 km ao redor de Joppatowne.